# NGC 1258
NGC 1258 ist eine  Balken-Spiralgalaxie vom Hubble-Typ SBc im Sternbild Eridanus am Südsternhimmel. Sie ist schätzungsweise 63 Millionen Lichtjahre von der Milchstraße entfernt, hat einen Durchmesser von etwa 25.000 Lichtjahren und ist Mitglied des Eridanus-Galaxienhaufens. 

Im selben Himmelsareal befindet sich u. a. die Galaxie NGC 1256.
Das Objekt wurde am 19. November 1886 von dem US-amerikanischen Astronomen Francis Preserved Leavenworth mit einem 26-Zoll-Teleskop entdeckt.